# Helicopsyche barbata
Helicopsyche barbata là một loài Trichoptera trong họ Helicopsychidae. Chúng phân bố ở vùng nhiệt đới châu Phi.